# 1996년 OB 베어스 시즌
1996년 OB 베어스 시즌은 OB 베어스가 KBO 리그에 참가한 15번째 시즌이다. 김인식 감독이 팀을 이끈 2번째 시즌으로, 이명수가 주장을 맡았다. 팀은 4할이 채 되지 않는 승률로 8팀 중 정규시즌 최하위에 머물렀는데 주축 선수들의 부상(김상진 이명수 김민호) 군 입대(권명철 장원진) 뿐 아니라 베테랑 투수 장호연이 OB 베어스 선수단 집단 이탈 사건의 주동자로 낙인찍힌 탓인지 구단 프런트들로부터 미움을 사  1996년 1월 자유계약선수로 풀려 은퇴해 투수진이 붕괴된 데다 90년대 들어 미국 전지훈련을 간 팀들이 우승하지 못했다는 징크스를 벗어나지 못하여 전년도 한국시리즈 우승에서 최하위로 추락했다.

## 타이틀
- 올스타 선발: 김상진 (투수), 김상호 (외야수)
- 올스타전 추천선수: 진필중, 이명수
- 매직글러브: 심정수 (우익수)
- 출장(타자): 정수근 (126)
- 타석: 정수근 (551)
- 타수: 정수근 (490)

### 퓨처스리그
- 출장(타자): 홍재호 (59)
- 북부리그 타석: 홍재호 (235)
- 도루: 홍재호 (24)
- 4사구: 추성건 (44)
- 북부리그 완투: 홍길남 (3)

## 선수단
- 선발투수: 진필중, 박명환, 박철순, 강병규, 김상진, 이광우
- 구원투수: 박상근, 강길용, 류택현, 한태균, 김유봉, 이용호, 한명윤, 여준홍, 홍우태
- 마무리투수: 김경원, 마원성, 홍길남, 최용희
- 포수: 김태형, 박현영, 이도형, 김광현, 최기문, 박석안
- 1루수: 김형석, 김종석, 황일권
- 2루수: 이명수, 윤기수
- 유격수: 김민호, 전형도
- 3루수: 안경현, 임형석, 소상영
- 좌익수: 강형석, 강영수
- 중견수: 정수근, 이보형
- 우익수: 김상호, 함석원
- 지명타자: 심정수, 이전진, 서석영, 홍재호

## 특이 사항
- 김경원은 5월 3일 LG 트윈스와의 경기에서 KBO 리그 역대 최초의 1구 패전투수가 되었다.
- 당시 만 40세였던 투수 박철순은 KBO 리그 역대 처음으로 등판한 40대 투수가 되었다. 또한 8월 2일 해태 타이거즈와의 경기에서는 타자로도 한 타석을 소화하여 삼진으로 물러나 KBO 리그 역대 최초로 40대에 타석을 소화한 투수가 되었다.
- 박철순은 만 40세 때부터의 통산 타율 0.000, 출루율 0.000, 장타율 0.000, OPS 0.000, wRC+ -174.6으로 KBO 리그 40대 타자 통산 최저 기록을 세웠다.
- 정수근은 25개의 도루 실패로 역대 단일 시즌 최다 도루 실패 타이 기록을 세웠다.
- 홍재호는 wRC+ -176.2를 기록했음에도 WAR은 0.02로 KBO 리그 역대 단일 시즌 양수 WAR을 기록한 선수 중 가장 낮은 wRC+를 기록했다.
- 이명수는 이 시즌 도루 시도가 6번 있었으나 모두 실패했다.
- 정수근은 이 시즌 126경기에서 수비를 소화하여 KBO 리그 역대 10대 외야수 단일 시즌 최다 기록을 세웠다.
- 정수근은 이 시즌까지 243경기 68도루 34 도루실패 12사구 14희생타로 KBO 리그 10대 타자 통산 최다 기록을 세웠다.
- 박명환은 이 시즌까지 통산 3완봉으로 KBO 리그 역대 10대 투수 최다 기록을 세웠다.
- 정수근은 구단 사상 최초로 단일 시즌 규정 타석을 채운 10대 외야수가 되었다.
- 박명환은 이 시즌 3차례 완봉했음에도 7승에 그쳐 KBO 리그 단일 시즌 10승 실패 투수 중 최다 완봉 기록을 세웠다.
- 진필중은 이 시즌 쌍방울 레이더스와의 경기에서 3루타 4개를 허용하여 단일 시즌 쌍방울 레이더스와의 경기에서 최다 3루타를 허용한 선수가 되었다.

## 같이 보기
- 1997년 OB 베어스 시즌
- 2006년 두산 베어스 시즌